# Wilhelm Gotthelf Lohrmann
Wilhelm Gotthelf Lohrmann (Dresda, 31 gennaio 1796 – Dresda, 20 febbraio 1845) è stato un astronomo, cartografo e meteorologo tedesco.
Nel 1810 si iscrisse alla Pfeilschmidtschen Garnisonsschule di Dresda quindi studiò architettura. Sua madre morì nel 1812 mentre suo padre nel 1817 così come la sua prima moglie Christiane Amalie nel 1827. Nel 1821 fece le prime osservazioni della Luna con le quali realizzò una mappa lunare successivamente sviluppata e migliorata nel 1824 ed intitolata Topografia della superficie visibile della Luna le cui quattro sezioni sono conservate presso la Biblioteca della Technische Universität Dresden. Le sue mappe furono completate nel 1836 ma non furono pubblicate prima della sua morte. Nel 1878 furono edite e pubblicate da  Johann Schmidt le 25 sezioni della mappa con il titolo Mondkarte in 25 Sektionen. Le mappe utilizzavano le proiezioni ortografiche della superficie lunare per una librazione media. Fu primo direttore nel 1828 della  Technische Bildungsanstalt Dresden nel XX secolo diventata Technische Universität Dresden. La strumentazione usata da Lohrmann fu in seguito utilizzata da Samuel Heinrich Schwabe per le osservazioni del Sole e delle sue macchie solari.
A Wilhelm Gotthelf Lohrmann  la UAI ha intitolato: 
- il cratere lunare Lohrmann[3]
- l'asteroide della fascia principale 4680 Lohrmann.
- l'osservatorio Lohrmann.